# Argiope aurocincta
Argiope aurocincta är en spindelart som beskrevs av Pocock 1898. Argiope aurocincta ingår i släktet Argiope och familjen hjulspindlar. Inga underarter finns listade i Catalogue of Life.